# Drew Barrymore
Drew Blythe Barrymore (n. 22 februarie 1975, Culver City, California) este o actriță americană, fotomodel și producătoare de filme.

## Date biografice

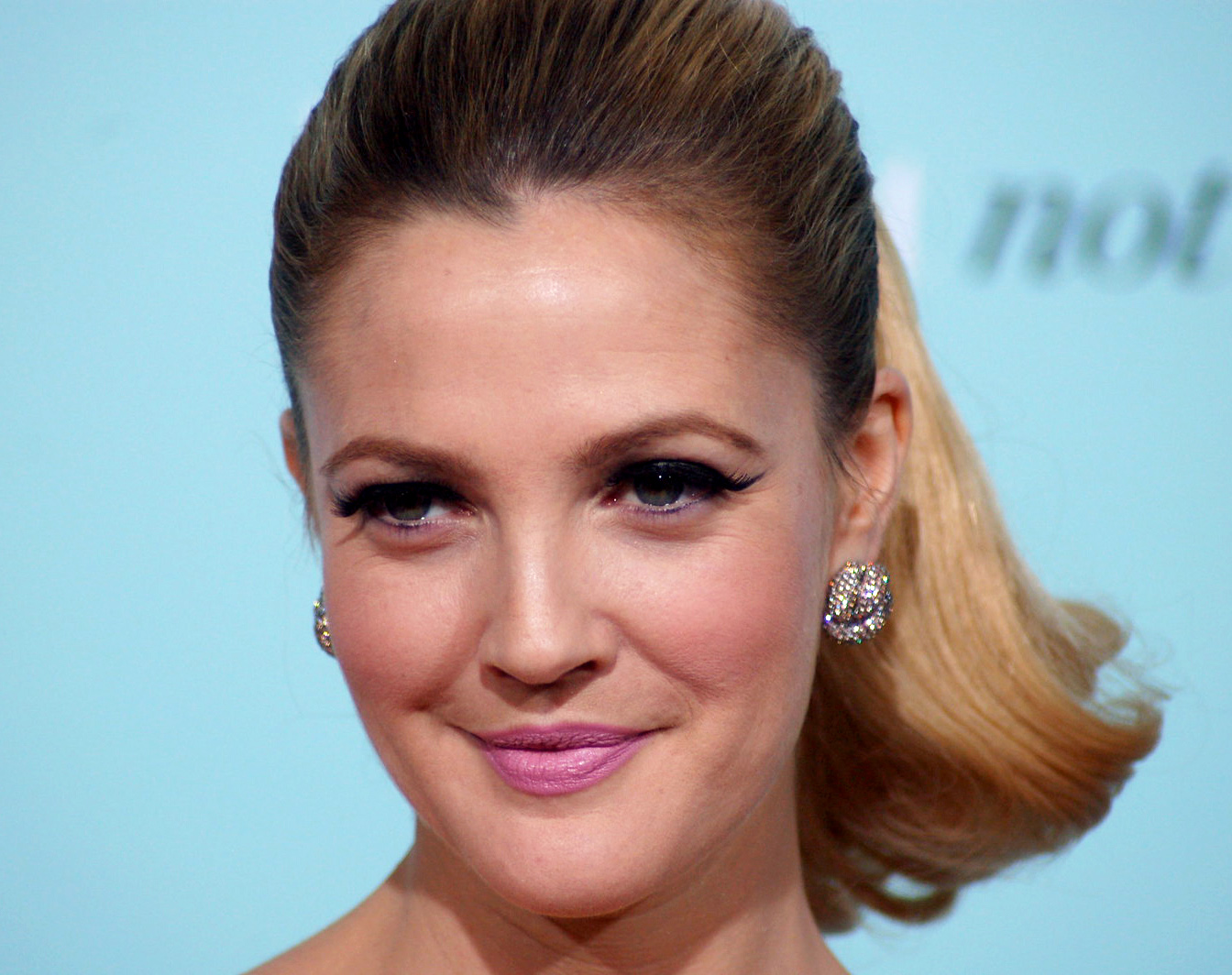
Drew Barrymore

Drew Blyth Barrymore s-a născut în Culver City, un oraș aflat în regiunea Los Angeles, California. Părinții ei se numărau printre actorii americani renumiți ai secolului XX.
Viața ei privată, cu numeroase relații amoroase, a făcut ca numele să-i apară frecvent în presă. În 1999 s-a căsătorit cu Jeremy Thomas, proprietarul unui bar, de care se desparte după o lună de căsătorie. În iulie 2001 se recăsătorește cu actorul Tom Green, pe care după un an îl părăsește. Până în iulie 2008 a trăit împreună cu actorul Justin Long.
Drew Barrymore este o altruistă. În repetate rânduri donează bani organizațiilor de ajutorare pentru problemele lumii a treia. Astfel, în 2008 donează un milion de dolari programului ONU, World Food.

## Lucrări

### Scriitoare
| An   | Titlu                 | Note |
| ---- | --------------------- | ---- |
| 1990 | Little Girl Lost      |      |
| 2014 | Find It in Everything |      |

## Filmografie

### Actriță
| An   | Titlu                            | Rol                             | Note           |
| ---- | -------------------------------- | ------------------------------- | -------------- |
| 1980 | Altered States                   | Margaret Jessup                 |                |
| 1982 | E.T. the Extra-Terrestrial       | Gertie                          |                |
| 1984 | Firestarter                      | Charlene "Charlie" McGee        |                |
| 1984 | Irreconcilable Differences       | Casey Brodsky                   |                |
| 1985 | Cat's Eye                        | Our Girl, Amanda (all segments) |                |
| 1989 | See You in the Morning           | Cathy Goodwin                   |                |
| 1989 | Far from Home                    | Joleen Cox                      |                |
| 1991 | Motorama                         | Fantasy Girl                    |                |
| 1992 | Waxwork II: Lost in Time         | Vampire Victim No.1             |                |
| 1992 | Poison Ivy                       | Ivy                             |                |
| 1992 | No Place to Hide                 | Tinsel Hanley                   |                |
| 1992 | Guncrazy                         | Anita Minteer                   |                |
| 1993 | Doppelganger                     | Holly Gooding                   |                |
| 1993 | Wayne's World 2                  | Bjergen Kjergen                 |                |
| 1994 | Inside the Goldmine              | Daisy                           |                |
| 1994 | Bad Girls                        | Lilly Laronette                 |                |
| 1995 | Boys on the Side                 | Holly Pulchik-Lincoln           |                |
| 1995 | Mad Love                         | Casey Roberts                   |                |
| 1995 | Batman Forever                   | Sugar                           |                |
| 1996 | Everyone Says I Love You         | Skylar Dandridge                |                |
| 1996 | Scream                           | Casey Becker                    |                |
| 1996 | Wishful Thinking                 | Lena                            |                |
| 1997 | Best Men                         | Hope                            |                |
| 1998 | The Wedding Singer               | Julia Sullivan                  |                |
| 1998 | Ever After                       | Danielle de Barbarac            |                |
| 1998 | Home Fries                       | Sally Jackson                   |                |
| 1999 | Never Been Kissed                | Josie Geller                    |                |
| 2000 | Skipped Parts                    | Fantasy Girl                    |                |
| 2000 | Titan A.E.                       | Akima (voce)                    |                |
| 2000 | Charlie's Angels                 | Dylan Sanders                   |                |
| 2001 | Donnie Darko                     | Karen Pomeroy                   |                |
| 2001 | Freddy Got Fingered              | Mr. Davidson's Receptionist     |                |
| 2001 | Riding in Cars with Boys         | Beverly Donofrio                |                |
| 2002 | Confessions of a Dangerous Mind  | Penny Pacino                    |                |
| 2003 | Charlie's Angels: Full Throttle  | Dylan Sanders/Helen Zaas        |                |
| 2003 | Duplex                           | Nancy Kendricks                 |                |
| 2004 | 50 First Dates                   | Lucy Whitmore                   |                |
| 2004 | My Date with Drew                | Rolul său                       | Documentar     |
| 2005 | Stewie Griffin: The Untold Story | Rolul său (voce)                |                |
| 2005 | Fever Pitch                      | Lindsey Meeks                   |                |
| 2006 | Curious George                   | Maggie Dunlop (voice)           |                |
| 2007 | Music and Lyrics                 | Sophie Fisher                   |                |
| 2007 | Lucky You                        | Billie Offer                    |                |
| 2008 | Beverly Hills Chihuahua          | Chloe (voce)                    |                |
| 2009 | He's Just Not That Into You      | Mary Harris                     |                |
| 2009 | Everybody's Fine                 | Rosie Goode                     |                |
| 2009 | Whip It                          | Smashley Simpson                | plus regizoare |
| 2010 | Going the Distance               | Erin                            |                |
| 2012 | Big Miracle                      | Rachel Kramer                   |                |
| 2014 | Blended                          | Lauren Reynolds                 |                |

| An   | Titlu                     | Rol                 | Note        |
| ---- | ------------------------- | ------------------- | ----------- |
| 1978 | Suddenly, Love            | Bobbi Graham        | Necreditată |
| 1980 | Bogie                     | Leslie Bogart       |             |
| 1985 | Star Fairies              | Con Sawyer (voce)   |             |
| 1986 | Babes in Toyland          | Lisa Piper          |             |
| 1992 | Sketch Artist             | Daisy               |             |
| 1993 | The Amy Fisher Story      | Amy Fisher          |             |
| 1999 | Olive, the Other Reindeer | Olive (voce)        |             |
| 2009 | Grey Gardens              | Edith Bouvier Beale |             |

| An           | Titlu                    | Rol                                    | Note                                                         |
| ------------ | ------------------------ | -------------------------------------- | ------------------------------------------------------------ |
| 1985         | ABC Weekend Specials     | Con Sawyer                             | Episodul: "The Adventures of Con Sawyer and Hucklemary Finn" |
| 1986         | The Ray Bradbury Theatre | Heather Leary                          | Episodul: "The Screaming Woman"                              |
| 1989         | CBS Schoolbreak Special  | Susan                                  | Episodul: "15 and Getting Straight"                          |
| 1992         | 2000 Malibu Road         | Lindsay Rule                           | 6 episoade                                                   |
| 1998         | Hercules                 | Ariadne / Atalanta (voce)              | Episodul: "Hercules and the Minotaur"                        |
| 2000         | The Simpsons             | Sophie (voce)                          | Episodul: "Insane Clown Poppy"                               |
| 2005–prezent | Family Guy               | Mrs. Lockhart / Jillian Russell (voce) | 1 episod ca Mrs. Lockhart; 11 episoade ca Jillian Russell    |

### Regizor
| An   | Film                                             | Note                        |
| ---- | ------------------------------------------------ | --------------------------- |
| 2004 | Choose or Lose Presents: The Best Place to Start | Regizor; Documentar TV      |
| 2009 | Whip It                                          | Debut regizorial            |
| 2011 | Our Deal                                         | Videoclip pentru Best Coast |

### Producătoare
| An   | Film                                             | Note                         |
| ---- | ------------------------------------------------ | ---------------------------- |
| 1999 | Never Been Kissed                                | Producătoare executivă       |
| 2000 | Charlie's Angels                                 | Producătoare                 |
| 2001 | Donnie Darko                                     | Producătoare executivă       |
| 2003 | Charlie's Angels: Full Throttle                  | Producătoare                 |
| 2003 | Duplex                                           | Producătoare                 |
| 2004 | Choose or Lose Presents: The Best Place to Start | Producătoare ; Documentar TV |
| 2005 | Fever Pitch                                      | Producătoare                 |
| 2009 | He's Just Not That Into You                      | Producătoare executivă       |
| 2009 | Whip It                                          | Producătoare executivă       |
| 2011 | Charlie's Angels                                 | Producătoare executivă       |
| 2014 | Animal                                           | Producătoare                 |